# Patera de Barnes
Barnes Patera
Pour les articles homonymes, voir Barnes.
La patera de Barnes (désignation internationale : Barnes Patera) est une patera située sur Vénus dans le quadrangle de Taussig. Elle a été nommée en référence à Florence Lowe Barnes, aviatrice américaine (1901–1975).